# Vettisfossen
Vettisfossen é uma das cachoeiras mais altas da Noruega, e a 284º do mundo. Ele está localizado na cordilheira de Jotunheimen dentro da Área de Proteção da Paisagem de Utladalen no município de Årdal no condado de Sogn og Fjordane, Noruega. A cachoeira tem uma única queda de 275 metros.
A cachoeira pode ser acessada por um passeio a pé de cerca de uma hora de Øvre Årdal até o vale Utladalen.

## Nome
O nome vem da cachoeira da fazenda Vetti, que está localizado perto da base da cachoeira. A fazenda montanha Vettismorki também está localizado nas proximidades, logo acima da queda. 

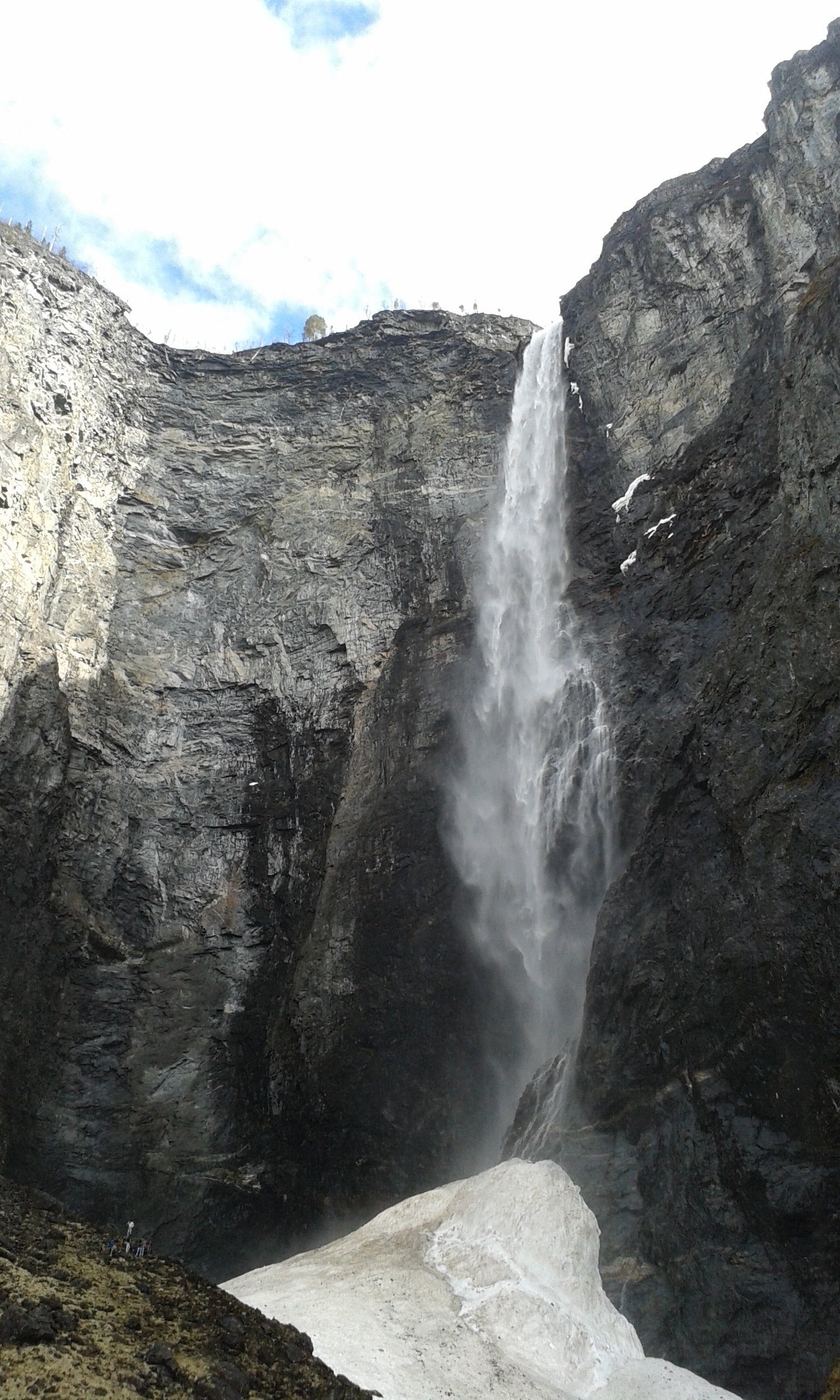
Vettisfossen em abril de 2015. Comparando a altura das pessoas e a altura da cachoeira